# 菱田裕二
菱田 裕二（ひしだ ゆうじ、1992年9月26日 - ）は、日本中央競馬会 (JRA) の騎手。

## 来歴
小学時代はJリーグ・京都パープルサンガジュニアユースに在籍、後にプロ入りする駒井善成とはチームの同期であった。中学1年時に家族で京都競馬場に行って観戦した2004年天皇賞（春）をきっかけに騎手を志す。
出身校は京都市立藤森中学校。2008年4月に千葉県白井市の競馬学校の騎手課程（27期）に入学。嶋田純次や横山和生らと入学したものの、留年のため、第28期生としての騎手デビューとなった（同期に中井裕二など）。
2012年3月3日にリニューアルオープンした中京競馬場でデビュー。デビュー月には初勝利は挙げられなかったが、4月14日の阪神競馬第1競走をトーブプリンセスで制して初勝利。順調に勝ち星を挙げ、2012年は422回騎乗し、1着23回、2着25回の好成績を残した。同期の中井も23勝をあげ同率であったが、騎乗停止処分がなかったことが評価され、中央競馬関西放送記者クラブ賞を受賞した。リーディング48位。
デビュー2年目の2013年もリーディング上位の好成績。3月16日のファルコンステークスでカシノランナウェイに騎乗し、重賞初騎乗を果たした（14着）。同年の5月5日にはNHKマイルカップでディアセルヴィスに騎乗し、GI初騎乗を果たした（10着）。そして8月17日にはニュージーランドのテラパ競馬場で行われたアジアヤングガンズチャレンジに参戦、海外初騎乗となった（結果は総合9位）。リーディング17位。
デビュー3年目となった2014年。4月10日に笠松競馬場で行われた臥龍桜特別をデスティニーシチーで勝利し、地方交流競走初勝利。4月27日には福島競馬第9競走をピグマリオンで制してJRA通算100勝を挙げた。同日終了した第1回福島競馬開催で8勝を挙げ、福島リーディングとなった。
2016年8月13日、札幌競馬第7競走でレインボーソングに騎乗し1着となり、現役60人目となるJRA通算200勝を達成した。
2019年7月14日、函館競馬第4競走のブルーノバローズで1着となり現役では49人目となるJRA通算300勝を達成した。
2020年度の厩舎関係者表彰では、フェアプレー賞を受賞した。
2022年4月30日、福島競馬第5競走でグラストンベリーに騎乗し1着となり、現役41人目となるJRA通算400勝を達成した。
2024年4月28日に京都競馬場で行われた天皇賞（春）を所属厩舎の管理馬テーオーロイヤルに騎乗して制し、GI通算30回目、13年目にしてGI初制覇を岡田稲男調教師ともに果たした。
同年9月14日の中京競馬第10競走・恵那特別でクリノグローリーに騎乗したが、最後の直線で前の馬に接触して躓き落馬、救急搬送された。JRA発表では頭部・胸部の負傷とされたが、師匠の岡田稲男調教師により左上腕の骨折と肺挫傷を負った事が明らかにされ、しばらくの休養を余儀なくされた。その後11月9日の室町ステークスで実戦復帰した。
2024年度の厩舎関係者表彰では、フェアプレー賞を受賞した。
2025年3月15日、阪神競馬第3競走でルシタニアに騎乗して1着となり、現役36人目となるJRA通算500勝を7517戦目で達成した。

## 騎乗成績
|            | 日付          | 競馬場・開催  | 競走名               | 馬名               | 頭数 | 人気 | 着順 |
| ---------- | ------------- | ------------- | -------------------- | ------------------ | ---- | ---- | ---- |
| 初騎乗     | 2012年3月3日  | 1回中京2日1R  | 3歳未勝利            | バトルマグマ       | 15頭 | 5    | 4着  |
| 初勝利     | 2012年4月14日 | 2回阪神7日1R  | 3歳未勝利            | トーブプリンセス   | 16頭 | 10   | 1着  |
| 重賞初騎乗 | 2013年3月16日 | 2回中京3日11R | ファルコンステークス | カシノランナウェイ | 18頭 | 16   | 14着 |
| 重賞初勝利 | 2018年8月19日 | 2回小倉8日11R | 北九州記念           | アレスバローズ     | 17頭 | 6    | 1着  |
| GI初騎乗   | 2013年5月5日  | 2回東京6日11R | NHKマイルカップ      | ディアセルヴィス   | 18頭 | 18   | 10着 |
| GI初勝利   | 2024年4月28日 | 3回京都4日11R | 天皇賞（春）         | テーオーロイヤル   | 17頭 | 1    | 1着  |

| 年度   | 1着 | 2着 | 3着 | 騎乗数 | 勝率 | 連対率 | 複勝率 | 表彰                                                        |
| ------ | --- | --- | --- | ------ | ---- | ------ | ------ | ----------------------------------------------------------- |
| 2012年 | 23  | 25  | 22  | 422    | .055 | .114   | .166   | 中央競馬関西放送記者クラブ賞                                |
| 2013年 | 52  | 52  | 65  | 832    | .063 | .125   | .203   | 中央競馬騎手年間ホープ賞（関西） 日本プロスポーツ大賞新人賞 |
| 2014年 | 64  | 48  | 51  | 727    | .088 | .154   | .224   |                                                             |
| 2015年 | 37  | 36  | 39  | 601    | .062 | .121   | .186   |                                                             |
| 2016年 | 41  | 29  | 44  | 634    | .065 | .110   | .180   |                                                             |
| 2017年 | 36  | 39  | 33  | 594    | .061 | .126   | .182   |                                                             |
| 2018年 | 27  | 30  | 31  | 475    | .057 | .120   | .185   |                                                             |
| 2019年 | 30  | 24  | 27  | 467    | .064 | .116   | .173   |                                                             |
| 2020年 | 37  | 40  | 32  | 516    | .072 | .149   | .211   | フェアプレー賞                                              |
| 2021年 | 34  | 32  | 45  | 526    | .065 | .125   | .211   |                                                             |
| 2022年 | 50  | 63  | 36  | 637    | .078 | .177   | .234   |                                                             |
| 2023年 | 35  | 39  | 27  | 4      | .075 | .159   | .218   |                                                             |
| 2024年 | 30  | 36  | 38  | 519    | .058 | .127   | .200   |                                                             |
| 中央   | 496 | 493 | 486 | 7414   | .067 | .133   | .199   |                                                             |

- JRA公式[16]およびnetkeiba[17]より

### 主な騎乗馬
太字はGI級競走
- アレスバローズ（2018年北九州記念）
- ダイアナヘイロー（2018年阪神カップ）
- ジョーカナチャン（2020年アイビスサマーダッシュ）
- パンサラッサ（2021年福島記念）
- テーオーロイヤル（2022年・2024年ダイヤモンドステークス、2024年阪神大賞典、天皇賞（春）[18]）
- アーテルアストレア[19]（2024年クイーン賞、スパーキングレディーカップ）